# جشنواره فیلم دنور
جشنواره فیلم دنور (انگلیسی: Denver Film Festival) یک جشنوارهٔ سینمایی است که هر سال در ماه نوامبر، عمدتاً در مرکز فیلم دنور/کولفکس، در دنور، کلرادو، که اکنون مرکز فیلم آنا و جان جی.سی (Sie FilmCenter) است، برگزار می‌شود.
رویدادهای افتتاحیه در بیول تیَتِر و خانه اپرای الی کالکینز در مجتمع هنرهای نمایشی دنور برگزار می‌شود. این مراسم پیش از سال ۲۰۱۲، در اتحادیه تیوولی در پردیس اوراریا برگزار می‌شد.
این جشنواره شامل فهرستی متنوع از فیلم‌های برگزیده، از فیلم‌های مستقل تا تجاری از سراسر جهان است و مورد توجه فیلم‌سازان قرار می‌گیرد. جشنواره در حال حاضر توسط انجمن فیلم دنور اداره می‌شود و توسط شبکه تلویزیونی استارز مورد حمایت مالی می‌گیرد.

## تاریخچه
نخستین دوره جشنواره در ۴ مه ۱۹۷۸ برگزار شد و فیلم‌هایی مانند آنی هال، خشم، برخورد نزدیک از نوع سوم، تپه‌ها چشم دارند و بچه خوشگل در آن دوره حضور داشتند. جشنواره با مجموعه‌ای ۹۰ دقیقه‌ای از برادران وارنر با عنوان «فیلم‌هایی که ما را خلق کردند» آغاز شد.
این جشنواره در ابتدا توسط دکتر پیتر وارن، که در آن زمان استاد ریاضیات در دانشگاه دنور بود و ایرنه کورمن، منتقد هنری روزنامه راکی مانتین نیوز، طراحی و تأسیس شد.